# (73581) 6772 P-L
(73581) 6772 P-L – planetoida z pasa głównego asteroid okrążająca Słońce w ciągu 3,9 lat w średniej odległości 2,48 j.a. Odkryta 24 września 1960 roku.